# FDB's Fabriker i Kolding
|  | Denne artikel er oprettet af botten Steenthbot ud fra en ekstern database. Den kan derfor have sproglige fejl eller mangler. Denne skabelon kan fjernes efter kontrol af indholdet. |

FDB's Fabriker i Kolding er en dansk virksomhedsfilm fra 1925 instrueret af Bagge Andersen.

## Handling
En detaljeret skildring af fabrikationsmetoder på Fællesforeningen for Danmarks Brugsforeningers (FDB) fabrikker i Kolding. Filmen er konstrueret som en rammefortælling, hvor en bedstemor fortæller sine børnebørn historier om følgende fem dele af fabriksarbejdet ved FDB:
Del 1: Konfektfabrikation. En maskine der udelukkende pisker flødeskum. Kæmpebasser chokoladeovertrækkes på et samebånd. Konfekt dekoreres.
Del 2: Bolsjefabrikation. Bolsjemasse "slynges" både ved hånd- og maskinkraft. Fyldte bolsjer rulles ud. Fremstilling af 'Roks'-bolsjer med stjernemønster.
Del 3: Fabrikation af chokoladeslikkepinde. Pindene skæres ud af træblok. Chokoladens vej fra kakaobønne til færdigt produkt. Optagelser fra kakaoplantage i Sydamerika. Bønnerne fragtes med skib til store lagre, hvorefter de renses og ristes. Bønnerne kværnes til en flydende kakaomasse. Massen bliver nu enten presset og malet til kakaopulver eller opblandet med sukker og vanilje for at lave chokolade. Yderligere maskineri og "æltning" alt efter om chokoladen skal være til spisning eller kogning. En badeanstalt på fabrikken bliver flittigt benyttet.
Del 4: Fabrikation af chokoladeplader ved maskiner. Chokolademasse hældes på forme, som "rystebordene" fordeler ligeligt. Efter nedkøling kan chokoladen bankes fri af formene. En anden maskine laver chokoladeknapper helt uden berøring af hænder. Indpakning af chokoladen.
Del 5: (Fortælles af Ole Lukøje igennem en drøm). Om kaffen fra voksested til færdig kaffe. Optagelser fra sydamerikansk plantage. Kaffebønnerne høstes, skylles og soltørres. Bønnerne fragtes til FDB's kaffeloft. Kaffen prøvesmages omhyggeligt. Hver bønnesort skal ristes på sin helt specielle måde og må nedkøles hurtigt for at bevare sin aroma.
Filmen er produceret for FDB's egen oplysningsafdeling. Årstal anslået.